# Frullania pycnoclada
Frullania pycnoclada là một loài Rêu trong họ Jubulaceae. Loài này được Grolle mô tả khoa học đầu tiên năm 2004.